# Hinrich R. Reinstrom
Hinrich Rudolf Reinstrom (* 25. September 1926; † 15. Oktober 2017) war ein deutscher Historiker und Mitarbeiter des Goethe-Instituts.
Hinrich Reinstrom studierte von 1947 bis 1950 Geschichte, Germanistik, Anglistik und Philosophie an der Ludwig-Maximilians-Universität München. Zwischen 1950 und 1952 weilte er als Fulbright-Stipendiat an der University of Mississippi, wo er 1952 seinen B.A. erlangte. Daran schloss sich 1952/53 ein weiteres Stipendium des DAAD an, mit dessen Hilfe er in London weilte. 1953/54 untersuchte er als Stipendiat des Französischen Hochkommissars „Bayerisch-französische Beziehungen in der Mitte des 18. Jahrhunderts“.
1955 wurde Reinstrom Leiter des Goethe-Instituts in München, 1958 in Arolsen, 1961 in Damaskus, 1962 Sprachabteilungsleiter des Goethe-Instituts in Casablanca, 1964 in Kairo, wo er zusätzlich stellvertretender Leiter war. 1967 wurde er Direktor der Asociation Cultural Humboldt in Caracas, 1974 Dozent am Goethe-Institut Blaubeuren. Während des libanesischen Bürgerkriegs leitete er von 1979 bis 1985 das Goethe-Institut in Beirut. Danach wirkte er als Dozent am Institut in Rothenburg ob der Tauber und leitete von 1987 bis zu seiner Pensionierung das Institut in Amman.
Reinstrom wurde beim Abschied als Leiter des Beiruter Goethe-Instituts 1985 mit dem Bundesverdienstkreuz I. Klasse sowie dem Libanesischen Kulturverdienstorden I. Klasse ausgezeichnet. Er beschäftigte sich sowohl beruflich als auch privat mit den Beziehungen zwischen seinen Gastländern und Deutschland. Aus Anlass seines 90. Geburtstags, den er in Beirut verbrachte, schrieb die namhafte libanesische Tageszeitung L'Orient-Le Jour: „Seine Kühnheit und seine verrückte Energie hatten die Geister geprägt. In einem Land in Aufruhr brachte er die Künste zum Leuchten, organisierte in der Bliss Street, aber auch in Tripolis und Zahlé, Musikabende, Gemälde- und Fotoausstellungen, informative und spannende Reisen durch Vorträge, die kriegszerstörte und wiederaufgebaute Städte wie im deutschen Beispiel zum Thema hatten.“